# Rohrberg, Eichsfeld
Rohrberg là một đô thị tại Eichsfeld, Verwaltungsgemeinschaft Hanstein-Rusteberg, trong bang Thüringen, nước Đức. Đô thị này có diện tích 3,54 km², dân số thời điểm 31 tháng 12 năm 2006 là 252 người.